# John Jacob Astor III
John Jacob Astor III, född 10 juni 1822 och död 22 februari 1890, var en amerikansk miljonär, son till William Backhouse Astor.
Astor deltog som överste under general George B. McClellan i inbördeskriget. Han förvaltade skickligt familjens förmögenhet, som vid hans död uppgick till omkring 100 miljoner dollar. Astor gjorde sig känd som filantrop och donator till Astor library.